# Ilévia
Ilévia ist ein Nahverkehrsunternehmen im französischen Département Nord, das den Nahverkehr in den Städten Lille, Roubaix, Tourcoing und Villeneuve-d’Ascq betreibt. Zu Ilévia gehören neben zahlreichen Buslinien auch die Straßenbahn der Städte Lille, Roubaix und Tourcoing sowie die vollautomatische Métro. Ilévia wurde am 1. Januar 1989 unter dem Namen TCC (Transports en commun de la Communauté urbaine de Lille) gegründet und ist heute eine Tochtergesellschaft von Keolis. Von 1994 bis 2019 firmierte das Unternehmen unter dem Namen Transpole.

## Metro
Die 1983 eröffnete vollautomatische U-Bahn wird nach dem VAL-System betrieben, das sich durch besonders leichte und schmale Fahrzeuge mit hoher Zugfolge auszeichnet. Das U-Bahn-Netz hat derzeit 2 Linien und eine Streckenlänge von 45,5 km (Stand 2012).

## Straßenbahn
Die erste Straßenbahnlinie in Lille wurde bereits im Jahr 1874 erbaut. Im Jahr 1897 begann man mit der Elektrifizierung der Strecken. 1909 wurden Lille und die beiden Nachbarstädte Roubaix und Tourcoing durch eine Straßenbahnstrecke verbunden, die bis heute den Spitznamen Mongy trägt, nach ihrem Konstrukteur Alfred Mongy. Während die meisten Stadtlinien in Lille nach 1950 stillgelegt wurden, blieb die Mongy bis in die 1970er das Rückgrat des ÖPNV der Vorläufergesellschaften der TCC.
Mit dem Bau der VAL-Métro und deren Eröffnung am 2. Mai 1983 schien das Schicksal der Straßenbahn besiegelt. Sie blieb jedoch erhalten, da sie fast ausschließlich auf eigenem Bahnkörper verkehrt, die Strecke teilweise unterirdisch verläuft und günstig meterspurige Fahrzeuge von der Vestischen Straßenbahn erworben werden konnten.
In den Jahren 1991 bis 1994 wurden dann weitgehende Erneuerungsmaßnahmen durchgeführt und die letzten beiden Streckenabschnitte von 600 auf 750 V umgestellt. Die alten Wagen wurden gegen Ende der 1990er durch neue Niederflurstraßenbahnen der Firma Breda ersetzt. Da die Bahnen als nicht sehr komfortabel gelten, tragen sie auch den Spitznamen le tram tangue, was übersetzt die schaukelnde Straßenbahn bedeutet.
Die Straßenbahn befördert rund 6 % aller Fahrgäste in der Region.

## Bus
Ilévia betreibt insgesamt 133 Buslinien, davon 12 „Lianes“ (direkte Linien mit dichtem Takt, vergleichbar den deutschen Metrobussen). Im Jahr 2012 betrug die Gesamtstreckenlänge 1.212 Kilometer. Sie befördern circa 1/3 aller Fahrgäste.